# Fikru Teferra
Fikru Teferra Lemessa uváděný i jako Fikru Tefera (amharsky ፍቅሩ ተፈራ ለሜሳ; *24. ledna 1986, Addis Abeba, Etiopie) je etiopský fotbalový útočník, který hraje v klubu Atlético de Kolkata v Indian Super League.
Mimo Etiopii působil v Jihoafrické republice, České republice, Finsku, Vietnamu a Indii.

## Reprezentační kariéra
V A-mužstvu Etiopie debutoval v roce 2007.